# Monasterio de Zverin
El monasterio de Zverin es un monasterio en Veliky Novgorod, situado en la orilla izquierda del río Volkhov, al norte del Kremlin. Este es uno de los más antiguos monasterios rusos, fundado no más tarde del siglo XII. 
El Monasterio de Zverin está en la lista del Patrimonio Mundial como parte del objeto 604 Monumentos históricos de Novgorod y sus alrededores. El edificio fue designado monumento arquitectónico de importancia federal (#5310024000).

## Historia
Se mencionó por primera vez en las crónicas como un monasterio femenino en el año 1148. En ese momento el monasterio ya existía y la iglesia de la Intercesión de madera fue destruida por la iluminación
El nombre del monasterio, que deriva de la palabra rusa зверь - un mamífero - se origina en Zverinets, un área maderera donde se construyó el monasterio. Zverinets se menciona en las crónicas en 1069, pero el monasterio todavía no estaba construido.
El arzobispo Vasily Kalika construyó la iglesia de la Intercesión en piedra en 1335. Ese fue el edificio más antiguo del monasterio que sobrevivió. La actual iglesia de piedra de San Simeón al Dios-Receptor fue construida en el monasterio en 1467 en el lugar que ocupaba una anterior de madera, que fue construida en 1399. La iglesia de piedra fue construida para conmemorar a las víctimas de la peste. 
Entre 1611 y 1617, durante la época de la Inestabilidad, Novgorod fue ocupada por los suecos y el monasterio fue dañado considerablemente. En 1721, fue abolido como una entidad separada y subordinado al monasterio de Syrkov. Fue restablecido en 1727. Entre 1840 y 1860, se construyó un muro y en 1899-1901 se construyó la nueva Catedral de la Intercesión. A finales del siglo XX unas cuarenta monjas vivían en el monasterio. En la década de 1920, después de la Revolución de Octubre, el monasterio fue abolido. Los edificios resultaron dañados durante la Segunda Guerra Mundial. Las obras de restauración comenzaron en los años sesenta. Actualmente, el monasterio alberga un seminario para la eparquía de Novgorod.

## Arquitectura

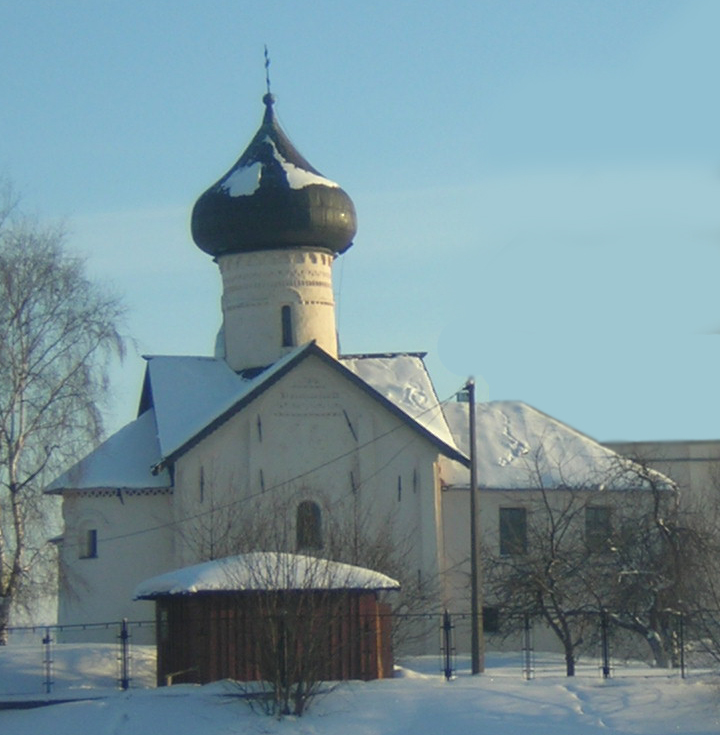
La iglesia de San Simeón.

Las siguientes tres iglesias sobrevivieron.
- La iglesia de San Simeón (ruso: Церковь Симеона Богоприимма), construida en 1467, es una pequeña iglesia con  ábside y una cúpula. En el siglo XIX fue añadido un edificio secundario en el lado occidental de la iglesia. Los frescos del siglo XV sobrevivieron.[4]
- La iglesia de la Intercesión (ruso: Церковь Покрова Пресвятой Богородицы), construida en 1399. Antes de 1399, una iglesia de madera ocupaba  el mismo lugar. Antes de 1682, la iglesia fue consagrada a la Santa Virgen. Fue reconstruida considerablemente a principios del siglo XVII después de que los suecos devastaran el monasterio y de nuevo en 1899-1901, cuando se construyó la catedral junto a la iglesia.[5]
- La catedral de la Intercesión (ruso: Собор Покрова Пресвятой Богородицы Зверина монастыря), construida en 1899-1901 en el estilo ecléctico. Es el edificio más alto del monasterio y tiene cinco cúpulas.[6]